# Slobodan Milanović
Slobodan Milanović (Слободан Милановић; sinh 27 tháng 8 năm 1992) là một cầu thủ bóng đá Bosna và Hercegovina thi đấu cho FK Krupa ở Giải bóng đá ngoại hạng Bosna và Hercegovina.

## Sự nghiệp
Milanović bắt đầu sự nghiệp năm 2010 ở Serbian League Belgrade cùng với FK Beograd. Năm 2011, anh thi đấu ở Giải bóng đá ngoại hạng Bosna và Hercegovina cùng với NK Zvijezda Gradačac, và sau đó cùng với FK Rudar Prijedor năm 2013. Sau đó anh thi đấu ở First League of the Republika Srpska cùng với FK Krupa, và giành quyền thăng hạng Premier League mùa giải 2015–16. Năm 2015, anh thi đấu nước ngoài ở Canadian Soccer League cho mượn đến SC Waterloo Region.